# Wye Oak
Wye Oak — инди-рок-группа из Балтимора (США, штат Мэриленд), состоящая из Энди Стэка (ударные, клавишные, бэк-вокал) и Дженн Уоснер (вокал, гитара). Один из музыкальных обозревателей описывал их звучание как «инди-рок с влиянием фолк-музыки и отзвуками нойза и дрим-попа».
Группа сформировалась в середине 2006 года под названием Monarch, однако затем переименовалась в Wye Oak в честь самого старого в Мэриленде многовекового дуба (англ. Wye Oak). В 2007 году они независимо выпустили свой первый альбом If Children, а в 2008 году подписались на лейбл Merge Records, на котором в том же году переиздали If Children, а в 2009 году выпустили второй альбом, The Knot.
Третий студийный альбом группы, Civilian, вышел 11 марта 2011 года на Merge Records в США и на City Slang в Европе. Одноимённая композиция с альбома была включена в трейлер ко второму сезону телесериала «Ходячие мертвецы» и в финальную сцену одной из его серий («18 Miles Out»), а также в саундтреки некоторых других телесериалов и фильмов («Быть человеком», «Безопасность не гарантируется», Underbelly Badness, 2nD iNitiative).
За ним в апреле 2014 года последовал альбом Shriek. В 2016 году группа выпустила мини-альбом Tween, состоящий из оставшегося материала, записанного между выпуском Civilian и Shriek.
30 января 2018 Wye Oak анонсировала пятый полноформатный альбом, The Louder I Call, The Faster It Runs, который был выпущен 6 апреля.

## Дискография
Студийные альбомы
- If Children — 2007 и 2008
- The Knot — 2009
- My Neighbor / My Creator (EP) — 2010
- Civilian — 2011
- Shriek — 2014
- Tween — 2016
- The Louder I Call, The Faster It Runs — 2018